# Nichelle Prince
Nichelle Patrice Prince (født 19. februar 1995) er en kvindelig canadisk fodboldspiller, der spiller som angriber for Houston Dash i National Women's Soccer League og Canadas kvindefodboldlandshold, siden 2015.
Hun var med til at vinde bronze ved Sommer-OL 2016 i Rio de Janeiro. Hun deltog også ved VM 2019 i Frankrig. I 2020, ved Sommer-OL 2020 i Tokyo, var hun også med til at vinde Canadas første OL-guldmedalje i kvindefodbold, efter finalesejr over Sverige.

## Karrierestatistik

### Club
Oversigten er opdateret til og med 20. april 2019
| Klub         | Liga  | Sæson | Liga  | Liga | Playoffs | Playoffs | Total | Total |
| Klub         | Liga  | Sæson | Kampe | Mål  | Kampe    | Mål      | Kampe | Mål   |
| ------------ | ----- | ----- | ----- | ---- | -------- | -------- | ----- | ----- |
| Houston Dash | NWSL  | 2017  | 23    | 3    | 0        | 0        | 23    | 3     |
| Houston Dash | NWSL  | 2018  | 20    | 1    | 0        | 0        | 20    | 1     |
| Houston Dash | NWSL  | 2019  | 2     | 1    | 0        | 0        | 2     | 1     |
| Houston Dash | Total | Total | 45    | 5    | 0        | 0        | 45    | 5     |
| Total        | Total | Total | 45    | 5    | 0        | 0        | 45    | 5     |